# Шкала Векслера
Тест Векслера (інші назви: шкала Векслера, тест інтелекту Векслера) є одним з найбільш популярних тестів дослідження інтелекту в західних країнах (особливо в англомовних країнах). Автор — Девід Векслер (1896—1981), американський клінічний психіатр і психолог єврейсько-румунського походження; професор клінічної психології Медичного коледжу Університету Нью-Йорк.

## Вікові варіанти
В даний час використовуються 3 варіанти тесту Векслера: тест WAIS (Wechsler Adult Intelligence Scale), призначений для тестування підлітків і дорослих (від 16 років);
тест WISC (Wechsler Intelligence Scale for Children) — для тестування дітей і підлітків (від 6 до 16 років);
тест WPPSI (Wechsler Preschool and Primary Scale of Intelligence) для дітей від 2 років 6 місяців до 7 років 7 місяців.